# تشانغ دو-جونغ
تشانغ دو-جونغ هو ضابط وأستاذ جامعي وسياسي كوري جنوبي، ولد في 23 يناير 1923 في Ryongchon County ‏ في كوريا الشمالية، وتوفي في 3 أغسطس 2012 في أورلاندو في الولايات المتحدة. انتخب رئيس وزراء كوريا الجنوبية.